# Bocket
Bocket ist ein südlicher Ortsteil der Gemeinde Waldfeucht im nordrhein-westfälischen Kreis Heinsberg. Der Ort verfügt über einen Kindergarten. Am Nordrand der Ortschaft entspringt das Bocketer Fließ.

## Geschichte
1276 wird Bocket als Bucholte, das heißt Buchengehölz, erstmals urkundlich erwähnt. 1797 gehört Bocket zur Mairie Waldfeucht im Kanton Heinsberg im Département de la Roer. Seit 1851 ist Bocket eigenständige Pfarre.

## Sehenswürdigkeiten

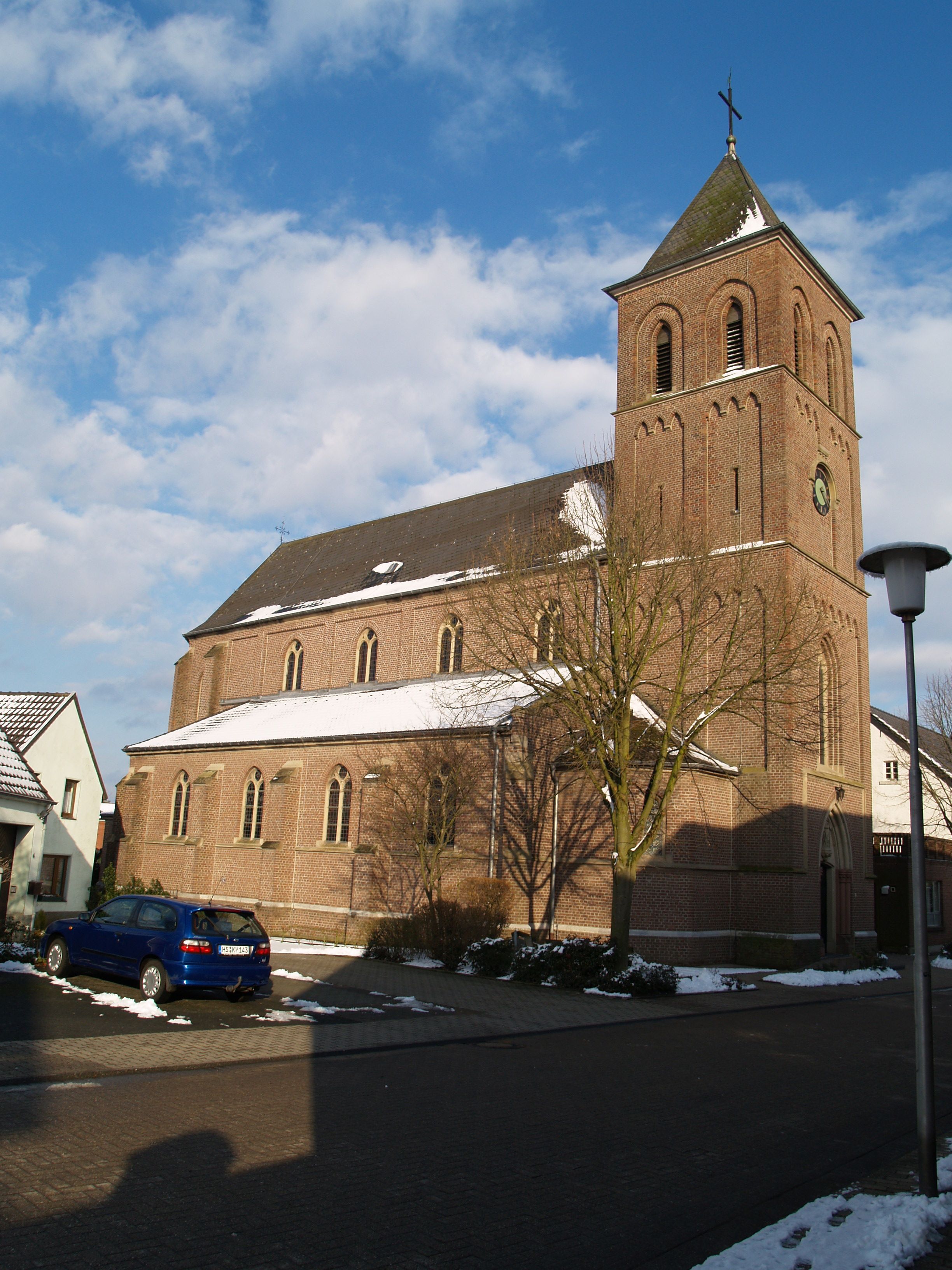
Pfarrkirche St. Josef Bocket

- 1877 bis 1889 wurde die Pfarrkirche St. Josef, ein dreischiffiger, neugotischer Bau, nach Plänen von Lambert von Fisenne in der Nähe einer Kapelle des 16. Jahrhunderts  auf einem zugeschütteten Maar errichtet. In ihr befindet sich eine denkmalgeschützte Orgel aus dem Jahre 1892. Des Weiteren befindet sich im Kirchturm ein vierstimmiges Bronzegeläut aus dem Jahre 1929 der Firma Petit & Gebr. Edelbrock aus Gescher.
- Die Dampfmühle am östlichen Ortsausgang wurde 1752 als Bockwindmühle errichtet. Sie brannte 1860 und, wiederaufgebaut, 1870 ab. Erhalten ist der Mühlenstumpf. Hier wurde 1852 eine Dampfmühle betrieben.
- Die Windmühle Bocket in der Nordstraße wurde 1840 als Turmwindmühle („Erdholländer“) errichtet. Bis 1915 war sie in Betrieb. Der Mühlenstumpf wird zu Wohnzwecken genutzt.
- In Bocket befindet sich auch ein Radiomuseum.

## Verkehr
Die nächste Anschlussstelle ist Heinsberg auf der A 46.
Die AVV-Buslinien 436, 474 und 475 der WestVerkehr verbinden Bocket wochentags mit Waldfeucht, Heinsberg, Gangelt und Tüddern.
Zudem verkehrt der Multi-Bus seit dem 9. Juni 2024 kreisweit erweitert und zu einheitlichen Bedienzeiten. Mehr Informationen gibt es bei WestVerkehr.
| Linie | Verlauf |
| ----- | --- |
| 436   | Heinsberg Busbf – Selsten – (Hontem – (Waldfeucht –) Bocket –) Abzw. Nachbarheid – Breberen – Saeffelen – Heilder – Höngen (→ Stein → Havert → Schalbruch → Isenbruch → Millen → Tüddern)                                                                                                   |
| 474   | Heinsberg Busbf – (Aphoven – Laffeld –) Selsten – (Braunsrath – Löcken – Schöndorf – Obspringen – Brüggelchen) / Hontem – Waldfeucht – Bocket – Saeffelen / Abzw. Nachbarheid ← Breberen – (Harzelt ← Langbroich ←) (Kievelberg – Hastenrath) / (Brüxgen – Schümm) / Vinteln – Gangelt      |
| 475   | (Oberbruch – Unterbruch) / Heinsberg Agentur für Arbeit – Heinsberg Busbf – Lieck –Kirchhoven – Vinn – Haaren – Obspringen – Brüggelchen – Waldfeucht – Bocket – Abzw. Nachbarheid – Breberen – Saeffelen – Heilder – Höngen – (Stein – Havert – Schalbruch – Isenbruch – Millen –) Tüddern |

## Persönlichkeiten
- Arnold Rademacher (1873–1939), Professor und Rektor an der Universität Bonn, am 10. Oktober 1873 in Bocket geboren
- Romuald Wolters (1888–1973), Abt von Merkelbeek und Vaals, am 20. April 1888 in Bocket geboren
- Anna Klöcker (1895–1977), Politikerin, am 25. Juli 1895 in Bocket geboren
- Martín Jaite (seit 1992), Bassist von Little Brother